# Radiostudio

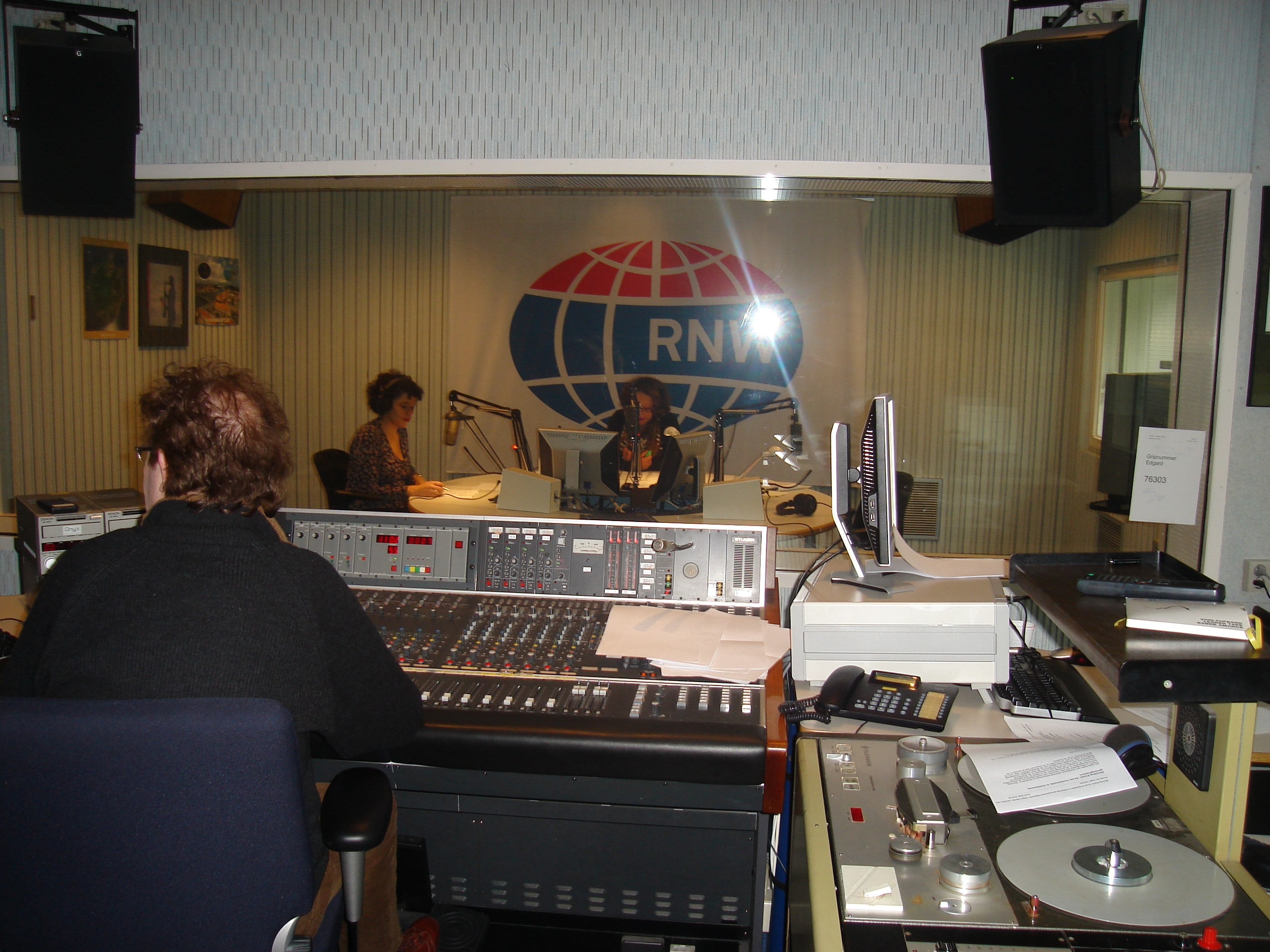
Studio 4 van Radio Nederland Wereldomroep.

Een radiostudio is een speciaal ingerichte ruimte waar vanuit radioprogramma's worden verzorgd. Meestal bevindt een radiostudio zich in het gebouw van een radiostation of omroep.

## Het begin
Een van de eerste radiostudio's ter wereld was vermoedelijk ingericht bij Hans Idzerda thuis. Deze Haagse ingenieur verzorgde vanuit zijn woning aan de Beukstraat in Den Haag tussen 6 november 1918 en 11 september 1924, als eerste ter wereld regelmatige radio-uitzendingen. De apparatuur was gemaakt in zijn eigen bedrijfje, de NRI (Nederlandse Radio Industrie).

## De jaren 20 en 30
In de jaren 20 werden in de Nederlandse traditie van de verzuiling, de omroepen opgericht die we nu nog kennen: AVRO, NCRV, KRO, VARA en VPRO. Vanwege de strikte scheiding van de programma's, liet elke omroep in de late jaren 20 en begin 30, een eigen gebouw neerzetten waarin zich elk meerdere radiostudio's bevonden. Ondanks het feit dat, in onze ogen, de techniek uit die tijd erg primitief was, was de manier waarop deze studiogebouwen ontworpen waren, allesbehalve dat. De studio's binnen in het AVRO-gebouw bijvoorbeeld, stonden volledig los van de rest van het gebouw. Ze hadden eigen fundering en eigen muren. De geluidsisolatie was daardoor extreem hoog. Afgezien van de apparatuur zelf, is de indeling van radiostudio's sinds die tijd eigenlijk niet veel veranderd. Voor nieuws, lezingen, en muziekprogramma's maakte men meestal gebruik van een geluidsgeïsoleerde spreekcel waarin een soort keukentafel stond met daarvoor een microfoon op een standaard. Via een glazen ruit had de spreker oogcontact met één of meer technici, die in de ruimte er tegenover zorgden dat het geluid van de microfoons, en eventueel grammofoons in de uitzending kwamen. De technici hadden beschikking over een geluidsmixer met klankregelaar, een paneel met ronde draaiknoppen (waar tegenwoordig schuiven, of faders voor worden gebruikt), enkele platenspelers (of grammofoons, zoals ze toen werden genoemd) en enkele telefoonlijnen.

## De jaren 40 en 50
In de eerste jaren van de radio, kwamen vrijwel alle programma's live uit de studio. Reportages vanaf een buitenlocatie waren erg bewerkelijk omdat de apparatuur zwaar en log was. Pas in de loop van de jaren dertig kregen de omroepen beschikking over enkele reportagewagens. Hiermee kon men rechtstreeks, via een PTT-lijn naar de studio, reportages verzorgen. In de jaren 40 kreeg men ook de mogelijkheid om geluidsopnamen op 78-toeren grammofoonplaten te maken. En later, in de loop van de jaren 50, kwamen er taperecorders (of magnetofoons, zoals dat toen heette).
Tot in de jaren 50 werden er op de Nederlandse radio wekelijks meerdere liveshows uitgezonden. Dit waren groots opgezette programma's met een live-orkest, zang, cabaret, radiospelletjes en publiek. Sommige omroepen hadden hiervoor ook een soort theaterzaal in het omroepgebouw. Een bekend voorbeeld uit die tijd was De bonte dinsdagavondtrein van de AVRO.

### Rock-radio
In de Verenigde Staten kwam in die periode de "rock-radio" op, en daarmee het fenomeen "diskjockey". Deze presentatoren zaten in een zogenaamde selfsupport-studio, waar ze zelf de apparatuur konden bedienen. Hij of zij zat achter een mengpaneel, had een microfoon voor zijn neus, en bediende zich van twee of meer draaitafels. Jingles werden afgespeeld met cart-machines, een soort grote cassettespelers. Soms zat er nog wel een technicus "achter de ruit", maar die zorgde vaak alleen voor de eindcontrole. Omdat met een selfsupport-studio in principe een heel radioprogramma door één persoon kan worden verzorgd, komt dit type studio wereldwijd het meest voor. Bij de Nederlandse publieke omroep heeft het tot 1971 geduurd totdat de NOS zo'n studio voor Hilversum 3 inrichtte, en de diskjockey's eindelijk "zelf de knoppen mochten aanraken".

## Studio's op zee
In de jaren zestig, 70 en 80 waren zeezenders erg populair in noordwest-europa. Een studio op een deinend schip maakte het draaien van grammofoonplaten erg lastig. Radio Veronica had daar geen last van omdat men alle programma's van tevoren op band zette in hun studio in Hilversum, en een paar keer per week met een bevoorradingsbootje naar het schip brachten. In de uitzendstudio op het schip stonden vier taperecorders waarop de banden werden afgespeeld. Hoewel er ook twee draaitafels stonden, werden deze bijna niet gebruikt. Zelfs de zeldzame keer dat er een liveprogramma vanaf het schip werd gepresenteerd, draaide men de muziek vanaf band.
De meeste andere zeezenders verzorgden wel live programma's vanaf het schip. Bij onrustige zee kon zelfs het op maximaal gewicht instellen van de pick-up arm, niet voorkomen dat de naald regelmatig uit de groeven stuiterde. Een bekende anekdote luidt, dat men ook nog een geldstuk op de arm plakte voor extra gewicht.

## Kwaliteitsbewaking
Elk radiostation of omroep heeft zijn eigen idee van kwaliteitsbewaking, oftewel de norm waaraan, onder andere de geluidskwaliteit van de uitzendingen moet voldoen. De Nederlandse publieke omroep, en helemaal de Britse BBC staan er bekend om dat ze de bewaking van de geluidskwaliteit in een hoog vaandel hebben. Apparatuur moet namelijk voldoen aan verschillende eisen, waaronder signaal-ruisverhouding, bepaalde frequentiekarakteristieken enz. Dit is belangrijk om luisteraars ongehinderd naar het programma te kunnen laten luisteren. Daarom zorgen de meeste stations en omroepen dat dit op een hoog niveau is. Kleinere stations die minder financiële middelen hebben, zullen hieraan eerder concessies doen. Goede apparatuur is tenslotte vrij duur, zeker in de tijd van vóór de compact disc, minidisc en computers. Kleine lokale stations maken daarom vaak gebruik van consumentenapparatuur, en in Afrikaanse landen zie je zelfs nog regelmatig cassettedecks.

## Radio-automatisering

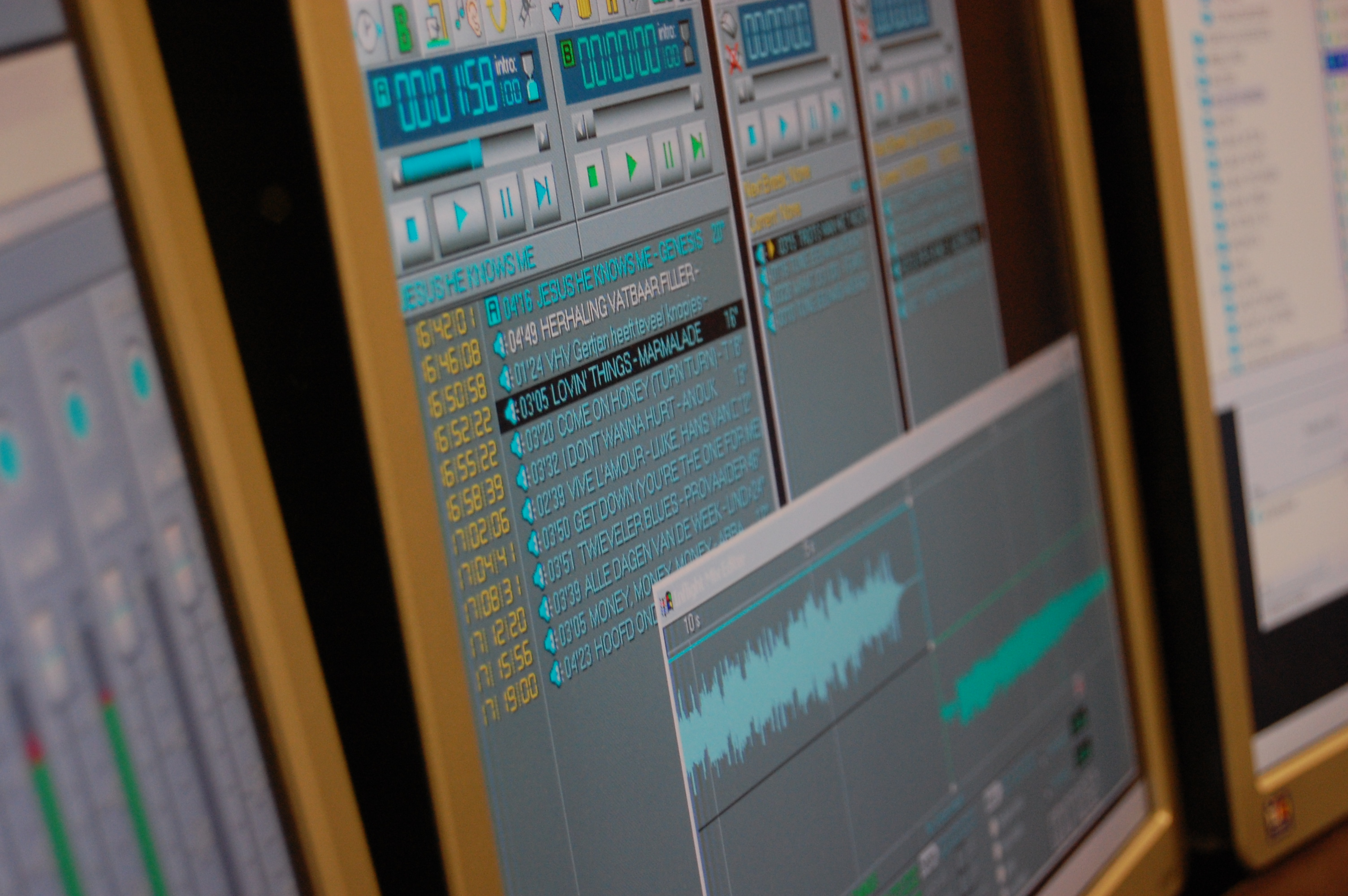
Een voorbeeld van radioautomatiseringssoftware; Dalet

In de jaren 90 begonnen radiostudio's sterk te veranderen door de komst van radio-automatisering. Het werd mogelijk om met computers volledig- of halfautomatisch uitzendingen te verzorgen. Deze systemen zijn feitelijk professioneel uitgevoerde mediaplayers die, net zoals op een PC, achter elkaar muziek, jingles, maar ook gesproken woord afspelen. Vooral nachtprogramma's worden vaak op deze manier uitgezonden. Ook bij "live"-gepresenteerde programma's wordt er van dit systeem veel gebruikgemaakt om muziek, jingles, reclameblokken, reportages en andere opnamen af te spelen. Bandopnamen en minidisc (die in de jaren 90 veel werd gebruikt) hebben in de meeste gevallen het veld moeten ruimen.

## Zenders
Bij kleinere radiostations staat de zendapparatuur, de feitelijke zenders en bijbehorende apparatuur, meestal in een aparte ruimte ergens in het pand. Grote omroepen hebben vaak aparte zendstations, los van de studio's.